# 吉佳利
基加利（盧安達語：、發音：[ci.ɡɑ́.ɾi]）為盧旺達的首都和最大城市，其地理位置接近於該國的正中央。自1962年盧旺達獨立以來，基加利一直是盧旺達的政治、經濟和文化中心，同時也是該國的交通樞紐。作為該國的首都，基加利也是盧旺達總統和其它中央政府部門的辦公室和首長官邸的所在地。基加利市位於基加利省內，2006年1月的全國行政區劃改制將基加利市的範圍擴大至基加利省全境。全市的面積為730平方公里，其中都市化地區占70%。

## 歷史
早於前8000年至前3000年，特瓦族便已於今日的盧旺達境內活動。特瓦族為俾格米人，這些人當時過著以狩獵採集為主的生活方式。前700年至1500年間，包括今日胡圖族和圖西族在內的班圖人開始在今日的盧旺達定居至今。在這段時間內，班圖人進入農業社會，一些原始林木被砍伐以開發作農地使用。

## 地理

### 氣候
| 盧旺達基加利市           | 盧旺達基加利市 | 盧旺達基加利市 | 盧旺達基加利市 | 盧旺達基加利市 | 盧旺達基加利市 | 盧旺達基加利市 | 盧旺達基加利市 | 盧旺達基加利市 | 盧旺達基加利市 | 盧旺達基加利市 | 盧旺達基加利市 | 盧旺達基加利市 | 盧旺達基加利市 |
| 月份                     | 1月            | 2月            | 3月            | 4月            | 5月            | 6月            | 7月            | 8月            | 9月            | 10月           | 11月           | 12月           | 全年           |
| ------------------------ | -------------- | -------------- | -------------- | -------------- | -------------- | -------------- | -------------- | -------------- | -------------- | -------------- | -------------- | -------------- | -------------- |
| 平均高温 °C（°F）        | 26.9 (80.4)    | 27.4 (81.3)    | 26.9 (80.4)    | 26.2 (79.2)    | 25.9 (78.6)    | 26.4 (79.5)    | 27.1 (80.8)    | 28.0 (82.4)    | 28.2 (82.8)    | 27.2 (81.0)    | 26.1 (79.0)    | 26.4 (79.5)    | 26.9 (80.4)    |
| 平均低温 °C（°F）        | 15.6 (60.1)    | 15.8 (60.4)    | 15.7 (60.3)    | 16.1 (61.0)    | 16.2 (61.2)    | 15.3 (59.5)    | 15.0 (59.0)    | 16.0 (60.8)    | 16.0 (60.8)    | 15.9 (60.6)    | 15.5 (59.9)    | 15.6 (60.1)    | 15.7 (60.3)    |
| 平均降水量 mm（）        | 76.9 (3.03)    | 91.0 (3.58)    | 114.2 (4.50)   | 154.2 (6.07)   | 88.1 (3.47)    | 18.6 (0.73)    | 11.4 (0.45)    | 31.1 (1.22)    | 69.6 (2.74)    | 105.7 (4.16)   | 112.7 (4.44)   | 77.4 (3.05)    | 950.9 (37.44)  |
| 平均降水天数（≥ 0.1 mm） | 11             | 11             | 15             | 18             | 13             | 2              | 1              | 4              | 10             | 17             | 17             | 14             | 133            |
| 来源：                   |                |                |                |                |                |                |                |                |                |                |                |                |                |

## 人口
根據盧旺達2012年的人口普查，基加利的人口有1,132,686人，其中859,332的人口居住於都市化地區。

## 經濟
吉佳利是卢旺达的經濟中心，也是卢旺达國內最大的商業城市。主要的產業是服務業，世界銀行估計服務業佔2014年GDP的53%。最大勞力需求的產業是農業、漁業以及林業，佔勞動力的24%，2012年的統計，農地佔城市面積的60%以上。
2014時，吉佳利的工業產值只佔城市GDP的14%，主要集中在1970年代形成的小工業區。工業上的挑戰包括運輸原物料進到內陸國的高昂成本，並且缺乏基礎設施以及有經驗的工人。吉佳利鄰近锡石的礦區，锡石可以提煉出锡和钨。锡石的開採是在北邊十公里的Rutongo，钨的開採則是在Nyakabingo，距吉佳利也大約十公里。許多原礦石會直接出口到其他國家進行精煉，不過當時也有一些精煉用的設備，包括在吉佳利北邊的卡路魯馬冶煉廠，在1980年代興建，2019年的數據可以生產1,800公噸（1,800長噸；2,000短噸）的純錫。

## 政府
基加利市為盧旺達五個省級行政區當中的其中之一，也是唯一的「市」，其轄下共有三個行政區，分別為卡薩博區（Gasabo District）、基庫基羅區（Kicukiro District）和尼亞魯岡區（Nyarugenge District）。2006年行政區劃改制前的基加利鄉村省（Kigali-Rural Province），於改制後併入基加利市內。城市的治理由市議會選出的行政委員會負責，行政委員會由市長和兩位副市長，三人共同負責市政的運作。

### 歷任市長
- 弗朗索瓦·卡勒拉（Francois Karera），1975年－1990年
- 塔爾西塞·倫扎胡（Tharcisse Renzaho），1990年－1994年
- 蘿絲⋅卡布耶（Rose Kabuye），1994年－1997年
- 波蝶·穆索尼（Protais Musoni），1997年－1999年
- 馬克·卡班丹納（Marc Kabandana），1999年－2001年
- 提奧尼斯特·穆提達西亞卡（Theoneste Mutsindashyaka），2001年－2006年
- 愛莎·基拉波·卡奇拉（Aisa Kirabo Kacyira），2006年－2011年2月
- 菲德勒·恩達伊薩巴（Fidèle Ndayisaba），2011年2月－2016年2月
- 莫尼克·穆卡路里札（Monique Mukaruliza），2016年2月－2017年2月
- 帕斯卡爾·尼亞穆林達（Pascal Nyamulinda），2017年2月－2018年5月
- 瑪麗·尚塔爾·盧瓦卡茲娜（Marie-Chantal Rwakazina），2018年5月－2019年8月
- 普丁斯·鲁宾萨 (Pudence Rubingisa) , 2019年8月－

## 教育

### 大專院校
盧旺達大學的總校區和行政總部位於基加利市內。

## 交通

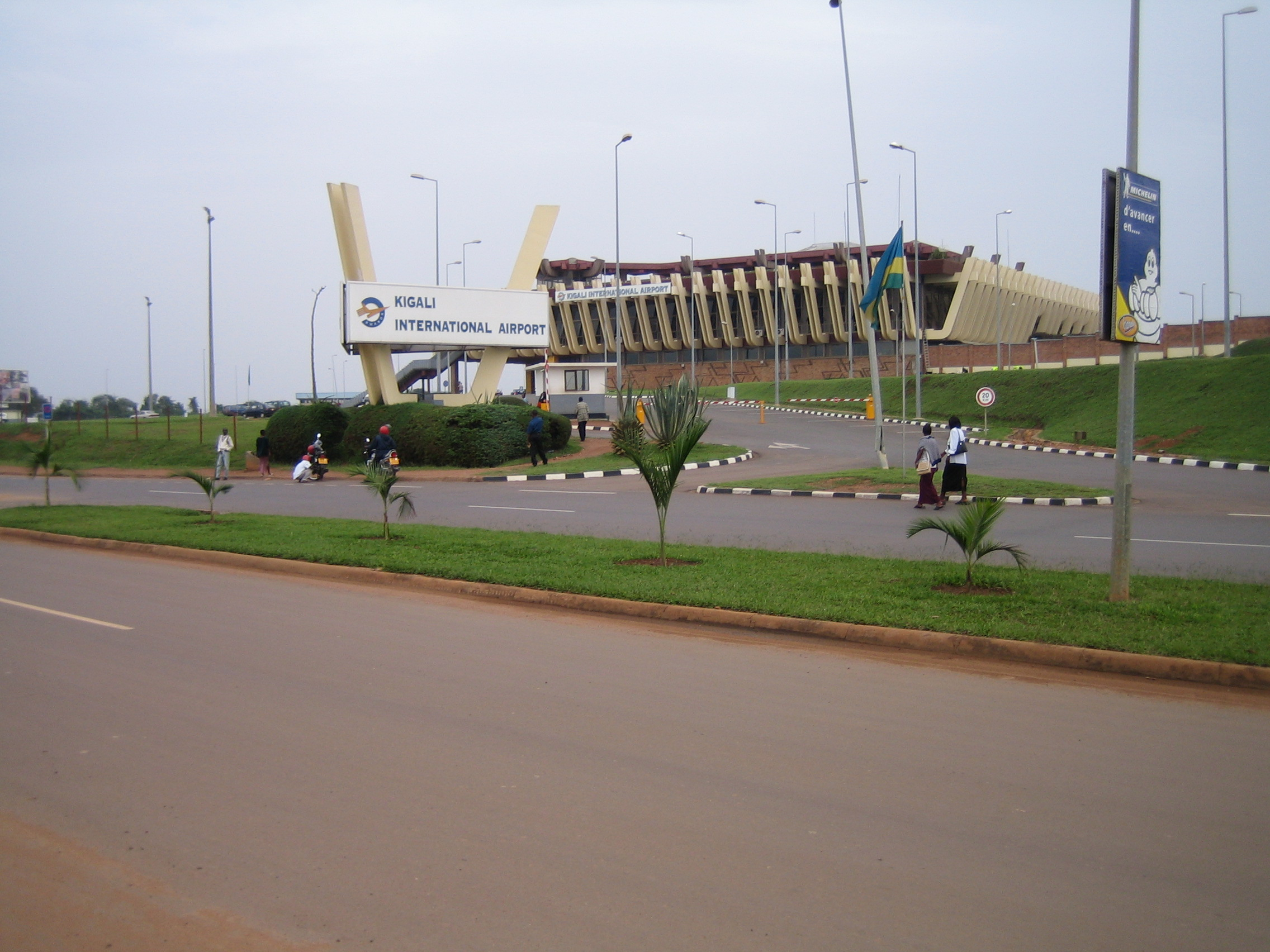
基加利國際機場

基加利國際機場在吉加利市中心十公里外的卡農比地區（Kanombe）。

## 未來
根據基加利的2040年發展藍圖，該城市將會朝去中心化發展，並逐步形成商業、購物、休閒和住宅等聚落。此外，該藍圖亦計畫興建摩天大樓、人行天橋和綠地。

## 腳註
1. ↑  . hdi.globaldatalab.org.   [2018-09-13]. （原始内容存档于2018-09-23） （英语）.
2. ↑  Official Website of Kigali City. .   [2019年5月28日]. （原始内容存档于2014年2月28日） （英语）.
3. ↑  .   [2019-05-28]. （原始内容存档于2021-01-20）.
4. ↑  NISR 2012a，第10頁.
5. ↑  Bafana, Busani. . Africa Renewal.   [11 May 2020]. （原始内容存档于2021-02-26）.
6. 1 2  Bundervoet, Tom; Parby, Jonas Ingemann; Nakamura, Shohei; Choi, Narae.  (PDF). World Bank Group: 18. December 2017  [2020-10-23]. （原始内容存档 (PDF)于2019-11-26）.
7. ↑  REMA 2013，第30頁.
8. ↑  REMA 2013，第7頁.
9. ↑  Manson, Katrina. . Financial Times. 24 April 2015  [30 April 2020]. （原始内容存档于2020-11-19）.
10. ↑  . Mindat.org.   [11 May 2020]. （原始内容存档于2020-08-03）.
11. ↑  . MinDat.org.   [11 May 2020]. （原始内容存档于2020-08-02）.
12. ↑  Esiara, Kabona. . Rwanda Today. 28 October 2018  [1 May 2020]. （原始内容存档于2021-07-27）.
13. ↑  . Mining Review Africa. 26 September 2019  [1 May 2020]. （原始内容存档于2020-11-19）.
14. ↑  "Administrative Map of Kigali" （页面存档备份，存于）, KigaliCity.gov.rw.